# Ioan-Marcel Boloș
Ioan-Marcel Boloș, né le 1er avril 1968 à Poieni, est un homme politique roumain.

## Biographie
Ioan-Marcel Boloș naît le 1er avril 1968.
Il est diplômé de la faculté des sciences économiques de l'université d'Oradea (1993-1997), de la faculté d'électrotechnique et d'informatique (1992-1997), d'une maîtrise en gestion d'institutions financières et bancaires (1997-1999) et d'un doctorat.
Le 7 avril 2022, il devient ministre des Investissements et des Projets européens et le demeure jusqu'au 15 juin 2023, date à laquelle il est nommé ministre des Finances. Le 23 décembre 2024, il retrouve son poste précédent.